# Fasore
In elettrotecnica un fasore è un numero complesso che rappresenta un'onda sinusoidale di una specifica frequenza. Essendo un numero complesso è rappresentabile nel piano complesso come un vettore sfasato rispetto all'asse reale di un certo angolo o fase, da qui l'origine del termine fasore, parola macedonia composta da fase e vettore. I fasori sono utilizzati dal metodo simbolico quale comoda rappresentazione in campo complesso di grandezze fisiche reali oscillanti come, in particolare, le grandezze elettriche, tensione o corrente.

## Definizione

Rappresentazione del vettore rotante

Un'onda sinusoidale {\displaystyle v(t)} è caratterizzata da un'ampiezza {\displaystyle V_{\max }}, una frequenza {\displaystyle f} e una fase iniziale {\displaystyle \phi _{0}}. Alla frequenza, grandezza pari all'inverso del periodo {\displaystyle T} dell'onda, è possibile associare una pulsazione {\displaystyle \omega =2\pi f} tale per cui l'equazione dell'onda allora risulta:
{\displaystyle v(t)=V_{\max }\cos(\omega t+\phi _{0})}
Nell'analisi dei circuiti elettrici in corrente alternata è necessario effettuare diverse operazioni algebriche tra sinusoidi, allora per semplificare i calcoli è possibile associare univocamente a ogni onda sinusoidale un numero complesso detto fasore. Si definisce allora un numero complesso tale che la sua parte reale sia pari alla funzione {\displaystyle v(t)}, e che abbia parte immaginaria tale da poter impiegare direttamente la formula di Eulero, essendo la parte reale una funzione coseno. Si determina allora il numero complesso:
{\displaystyle V_{\max }\cos(\omega t+\phi _{0})+jV_{\max }\sin(\omega t+\phi _{0})}
In elettrotecnica l'unità immaginaria è indicata con la lettera {\displaystyle j} al fine di evitare confusione con l'intensità di corrente, generalmente indicata con la lettera {\displaystyle i}. In un sistema di coordinate polari, tramite la formula di Eulero, il numero complesso appena ottenuto è riscrivibile come:
{\displaystyle V_{\max }e^{j(\omega t+\phi _{0})}=V_{\max }e^{j\phi _{0}}e^{j\omega t}}
Sul piano complesso è possibile rappresentare {\displaystyle V_{\max }e^{j\phi _{0}}=V_{\max }(\cos {\phi _{0}}+j\sin {\phi _{0}})} come un vettore di modulo {\displaystyle V_{\max }} sfasato rispetto all'asse reale di angolo {\displaystyle \phi _{0}}. Siccome però il numero ottenuto è {\displaystyle V_{\max }e^{j(\omega t+\phi _{0})}} si ha che lo sfasamento con l'asse reale varia di un fattore {\displaystyle \omega t}, si ha così nel piano complesso un vettore di che ruota in senso antiorario a velocità angolare {\displaystyle \omega }. Date queste proprietà il numero ottenuto è definito vettore rotante. Se le operazioni algebriche sono da effettuare su circuiti lineari caratterizzati da tensioni e correnti alternate di uguale frequenza allora è conveniente definire il fasore {\displaystyle {\bar {V}}} come un vettore sul piano complesso di modulo pari al valore efficace {\displaystyle V} della sinusoide (grandezza tale che {\displaystyle V_{\max }={\sqrt {2}}V}) e fase {\displaystyle \phi _{0}}.
{\displaystyle {\bar {V}}=Ve^{j\phi _{0}}}
La corrispondenza tra sinusoide e fasore allora è:
{\displaystyle v(t)={\sqrt {2}}\,\mathrm {Re} ({\bar {V}}e^{j\omega t})}
In modo del tutto equivalente, definito il fasore complesso coniugato {\displaystyle {\bar {V}}^{*}=Ve^{-j\phi _{0}}}si ha che:
{\displaystyle v(t)={1 \over {\sqrt {2}}}({\bar {V}}e^{j\omega t}+{\bar {V}}^{*}e^{-j\omega t})}

## Proprietà

### Somma e differenza
Definito il fasore {\displaystyle {\bar {V}}_{1}=V_{1}e^{j\phi _{1}}=V_{1}\cos {\phi _{1}}+jV_{1}\sin {\phi _{1}}} e in modo analogo {\displaystyle {\bar {V}}_{2}} allora la somma tra i due è:
{\displaystyle {\bar {V}}_{1}+{\bar {V}}_{2}=V_{1}\cos {\phi _{1}}+V_{2}\cos {\phi _{2}}+j(V_{1}\sin {\phi _{1}}+V_{2}\sin {\phi _{2}})}
Per estensione la sommatoria di {\displaystyle n} fasori è:
{\displaystyle \sum _{k=1}^{n}{\bar {V}}_{k}=\sum _{k=1}^{n}{V}_{k}\cos {\phi _{k}}+j\sum _{k=1}^{n}{V}_{k}\sin {\phi _{k}}}
La differenza è realizzabile come la somma di fasori opposti:
{\displaystyle {\bar {V}}_{1}-{\bar {V}}_{2}={\bar {V}}_{1}+(-{\bar {V}}_{2})}

### Prodotto e rapporto
Definiti i fasori {\displaystyle {\bar {V}}_{1}} e {\displaystyle {\bar {V}}_{2}} allora il loro prodotto è:
{\displaystyle {\bar {V}}_{1}\cdot {\bar {V}}_{2}=V_{1}V_{2}e^{j(\phi _{1}+\phi _{2})}=V_{1}V_{2}(\cos {(\phi _{1}+\phi _{2})}+j\sin {(\phi _{1}+\phi _{2})})}
Per estensione la produttoria di {\displaystyle n} fasori è:
{\displaystyle \prod _{k=1}^{n}{\bar {V}}_{k}=\prod _{k=1}^{n}{V}_{k}e^{j\sum _{k=1}^{n}\phi _{k}}}
Considerati i fasori {\displaystyle {\bar {V}}_{1}} e {\displaystyle {\bar {V}}_{2}} allora il loro rapporto è:
{\displaystyle {{\bar {V}}_{1} \over {\bar {V}}_{2}}={V_{1} \over V_{2}}e^{j(\phi _{1}-\phi _{2})}}
Considerato il numero complesso coniugato {\displaystyle {\bar {V}}_{2}^{*}=V_{2}e^{-j\phi _{0}}} allora il prodotto coniugato è:
{\displaystyle {\bar {V}}_{1}\cdot {\bar {V}}_{2}^{*}=V_{1}V_{2}e^{j(\phi _{1}-\phi _{2})}}
In particolare se {\displaystyle {\bar {V}}_{1}={\bar {V}}_{2}={\bar {V}}} allora:
{\displaystyle {\bar {V}}\cdot {\bar {V}}^{*}=V^{2}}

### Derivata e integrale
Considerato il fasore {\displaystyle {\bar {V}}=Ve^{j\phi _{0}}} e il suo vettore rotante associato {\displaystyle {\sqrt {2}}{\bar {V}}e^{j\omega t}} allora simbolicamente si indica la derivata del fasore come il fasore della derivata del vettore rotante:
{\displaystyle {d \over dt}{\sqrt {2}}{\bar {V}}e^{j\omega t}={\sqrt {2}}{\bar {V}}j\omega e^{j\omega t}\rightarrow {d{\bar {V}} \over dt}=j\omega {\bar {V}}}
Siccome {\displaystyle j\omega {\bar {V}}=\omega Ve^{j{(\phi _{0}+{\pi  \over 2})}}} allora la derivazione moltiplica il modulo di un fattore {\displaystyle \omega } e introduce uno sfasamento in ritardo di {\displaystyle {\tfrac {\pi }{2}}}.
Analogamente per l'integrale:
{\displaystyle \int {\sqrt {2}}{\bar {V}}e^{j\omega t}dt={\sqrt {2}}{{\bar {V}} \over j\omega }e^{j\omega t}\rightarrow \int {\bar {V}}dt={{\bar {V}} \over j\omega }}
Siccome {\displaystyle {\tfrac {\bar {V}}{j\omega }}={\tfrac {V}{\omega }}e^{j{(\phi _{0}-{\pi  \over 2})}}} allora l'integrazione moltiplica il modulo di un fattore {\displaystyle {\tfrac {1}{\omega }}} e introduce uno sfasamento in anticipo di {\displaystyle -{\tfrac {\pi }{2}}}.

## Leggi costitutive dei bipoli

### Resistore
Considerato un resistore di resistenza {\displaystyle R} su cui è applicata una corrente alternata {\displaystyle i(t)} allora per la legge di Ohm la tensione {\displaystyle v(t)} sul resistore è:
{\displaystyle v(t)=Ri(t)\ }
Associati i rispettivi vettori rotanti allora la relazione diventa:
{\displaystyle {\sqrt {2}}Ve^{j(\omega t+\phi _{v})}=R{\sqrt {2}}Ie^{j(\omega t+\phi _{i})}}
In particolare si nota che il valore efficace della tensione è {\displaystyle V=RI} mentre la fase è {\displaystyle \phi _{v}=\phi _{i}}. In termini di fasori allora:
{\displaystyle {\bar {V}}=R{\bar {I}}}

### Induttore
La relazione costitutiva dell'induttore è:
{\displaystyle v(t)=L{\frac {di(t)}{dt}}}
Associati i rispettivi vettori rotanti allora la relazione diventa:
{\displaystyle {\sqrt {2}}Ve^{j(\omega t+\phi _{v})}=L{d \over dt}{\sqrt {2}}Ie^{j(\omega t+\phi _{i})}={\sqrt {2}}j\omega LIe^{j(\omega t+\phi _{i})}={\sqrt {2}}\omega LIe^{j(\omega t+\phi _{i}+{\pi  \over 2})}}
In particolare si nota che il valore efficace della tensione è {\displaystyle V=\omega LI} mentre la fase è {\displaystyle \phi _{v}=\phi _{i}+{\pi  \over 2}}, si ha quindi che la corrente è in ritardo rispetto alla tensione. In termini di fasori allora:
{\displaystyle {\bar {V}}=j\omega L{\bar {I}}}

### Condensatore
La relazione costitutiva del condensatore è:
{\displaystyle i(t)=C{dv(t) \over dt}}
Associati i rispettivi vettori rotanti allora la relazione diventa:
{\displaystyle {\sqrt {2}}Ie^{j(\omega t+\phi _{i})}=C{d \over dt}{\sqrt {2}}Ve^{j(\omega t+\phi _{v})}={\sqrt {2}}j\omega CVe^{j(\omega t+\phi _{v})}={\sqrt {2}}\omega CVe^{j(\omega t+\phi _{v}+{\pi  \over 2})}}
In particolare si nota che il valore efficace della corrente è {\displaystyle I=\omega CV} mentre la fase è {\displaystyle \phi _{i}=\phi _{v}+{\pi  \over 2}}, si ha quindi che la corrente è in anticipo rispetto alla tensione. In termini di fasori allora:
{\displaystyle {\bar {I}}=j\omega C{\bar {V}}}